# Ourcq (rzeka)
Ourcq – rzeka we Francji, prawy dopływ Marny o długości 86.5 km, wypływa z Courmont w krainie historycznej Pikardia.